# 阿倍仲麻呂

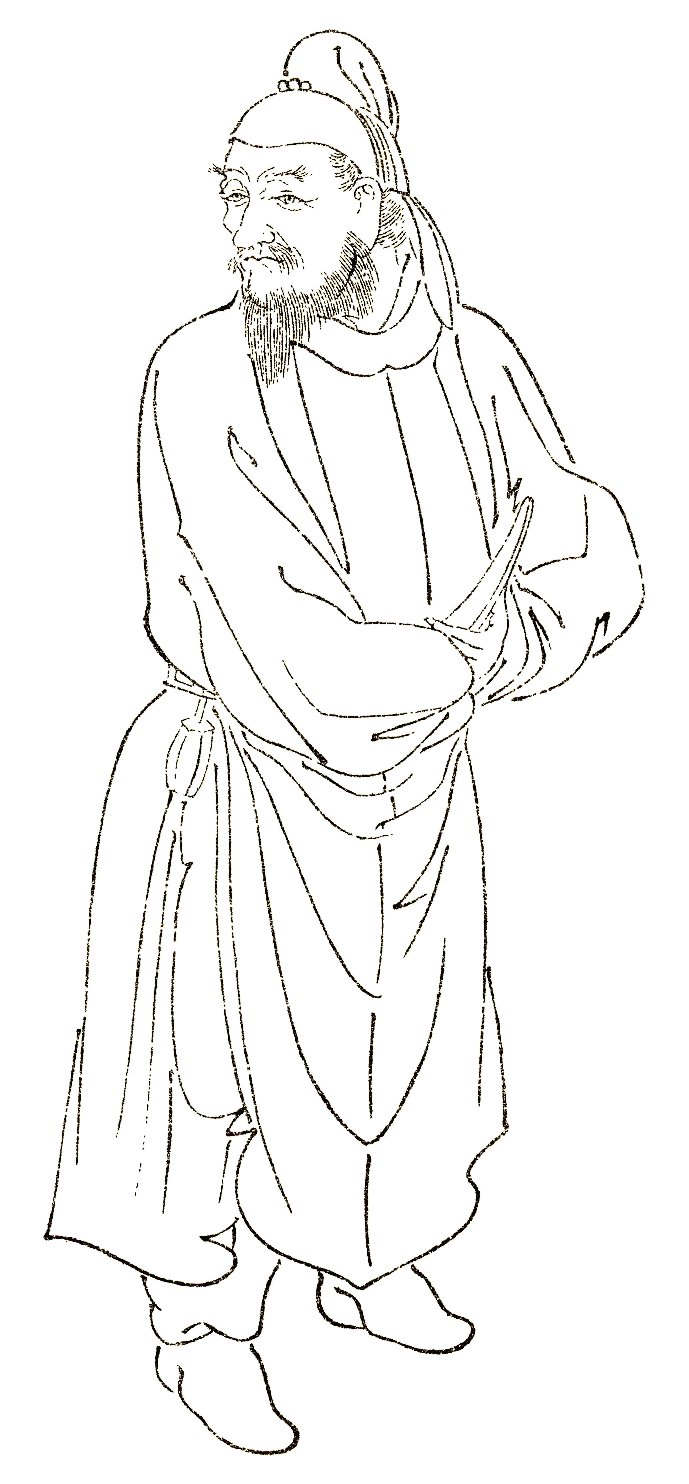
阿倍仲麻呂(『前賢故実』より)

阿倍 仲麻呂(あべ の なかまろ、文武天皇2年(698年) - 宝亀元年〈770年〉1月)は、奈良時代の遣唐留学生。姓は朝臣。筑紫大宰帥・阿倍比羅夫の孫。中務大輔・阿倍船守の長男。弟に阿倍帯麻呂がいる。
唐名を「朝衡/晁衡」(ちょうこう)とする。唐で国家の試験に合格または推挙で登用され唐朝において諸官を歴任して高官に登ったが、日本への帰国を果たせずに唐で客死した。
なお小倉百人一首では安倍仲麿と表記される。　

## 生涯

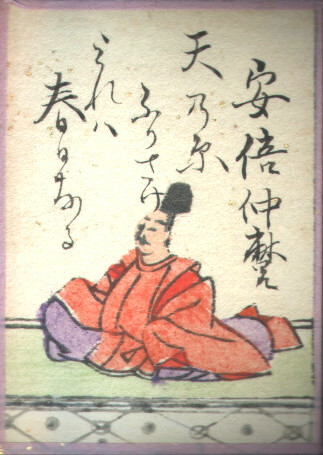
阿倍仲麻呂(百人一首より)

文武天皇2年(698年)阿倍船守の長男として大和国に生まれ、若くして学才を謳われた。霊亀3年・養老元年(717年)多治比県守が率いる第9次遣唐使に同行して唐の都・長安に留学する。同次の留学生には吉備真備や玄昉、井真成がいた。
唐の太学で学び科挙に合格または推挙で登用され、唐の玄宗に仕える。神亀2年(725年)洛陽の司経局校書として任官、神亀5年(728年)左拾遺、天平3年(731年)左補闕と官職を重ねた。仲麻呂は唐の朝廷で主に文学畑の役職を務めたことから李白・王維・儲光羲ら数多くの唐詩人と親交していたらしく、『全唐詩』には彼に関する唐詩人の作品が現存している。
天平5年(733年)多治比広成が率いる第10次遣唐使が来唐した際に、長安で遣唐使らの諸事を補佐したが、唐での官途を追求するため帰国しなかった。翌年帰国の途に就いた遣唐使一行はかろうじて第1船のみが種子島に漂着、残りの3船は難破した。この時帰国した真備と玄昉は第1船に乗っており助かっている。副使・中臣名代が乗船していた第2船は福建方面に漂着し、一行は長安に戻った。名代一行を何とか帰国させると今度は崑崙国(チャンパ王国)に漂着して捕らえられ、中国に脱出してきた遣唐使判官・平群広成一行4人が長安に戻ってきた。広成らは仲麻呂の奔走で渤海経由で日本に帰国することができた。天平6年(734年)には儀王友に昇進した。
天平勝宝4年(752年)衛尉少卿に昇進する。この年、藤原清河率いる第12次遣唐使一行が来唐する。唐の皇帝玄宗から遣唐使の応対を命じられ、望郷の念を抱いて帰国許可を玄宗に申し出るが、容易には許可されなかった。すでに在唐35年を経過していた仲麻呂は清河らとともに、翌年秘書監・衛尉卿を授けられた上で帰国を図った。この時王維は「秘書晁監(「秘書監の晁衡」の意)の日本国へ還るを送る」の別離の詩を詠んでいる。
益久島(現在の屋久島)に向けて出帆した4隻のうち、仲麻呂や清河の乗船した第1船が暴風に遭って南方へ漂流した。彼が落命したという噂を伝え聞いた李白は「明月不歸沈碧海」の七言絶句「哭晁卿衡」を詠んで仲麻呂を悼んだ。しかし、仲麻呂が乗船していた第1船は、以前平群広成らが流されたのとほぼ同じ漂流ルートをたどり、幸いにも安南に漂着していた。第1船の乗船者の一部は同地で襲撃されて死亡し、清河・仲麻呂らはこれを逃れて唐の影響下にあった驩州(現・ベトナムゲアン省南部・ハティン省)に滞在し、天平勝宝7歳(755年)に長安に戻った。この年、安禄山の乱が起こったことから、清河の身を案じた日本の朝廷から渤海経由で迎えが到来するものの、唐朝は行路が危険である事を理由に清河らの帰国を認めず、仲麻呂は清河とともに留唐することになった。
仲麻呂は帰国を断念して唐で再び官途に就き、天平宝字4年(760年)には左散騎常侍(従三品)から鎮南(安南)都護・安南節度使(正三品)を務めた。天平宝字5年(761年)から神護景雲元年(767年)まで6年間もハノイの安南都護府に在任し、天平神護2年(766年)安南節度使を授けられた。結局、日本への帰国は叶えられることなく、唐の玄宗・粛宗 ・代宗に歴仕して、宝亀元年(770年)1月に73歳の生涯を閉じた。後にその功績から、代宗は潞州大都督の官名を贈っている。
なお、『続日本紀』に「わが朝の学生にして名を唐国にあげる者は、ただ大臣および朝衡の二人のみ」と賞されている。また、死去した後、宝亀度の遣唐使で訃報が伝達されたが、日本又は唐の一族が人数が少なく葬儀を十分に行えなかったため、遺族に絁(あしぎぬ)100疋と綿300屯が贈られたという記録が残っている(『続日本紀』宝亀10年(779年)5月条)。中国での妻子は記録は伝えられていないが、配偶者は当時ならいて当然とされ、詩などから太学在学中に初婚、その後出世して高位家の娘と2回目の結婚をしていると、推定されている。

## 唐朝奉職と職務
阿倍仲麻呂の科挙合格による奉職を伝えるのは、宋代の文人楊憶の文集『楊文公談苑』だが、科挙による官吏採用での奉職が常識になった宋代のもので、それによる偏りがあり、阿倍仲麻呂が科挙を受けたか疑問があるとの指摘がある。『古今和歌集目録略伝』には、阿倍仲麻呂は、京兆尹の重職にある官吏の崔日知の推挙により登用され、左補闕になったとの記述がある。新羅は、180回もの遣唐使で、留学生がはるかに多いが、それでも科挙登用されるようになったのは、外国人向けの別枠の別科「濱貢科」が科挙に設けられてからである。
官歴では、蔵書管理や文書作成の官吏の秘書省の長官の秘書監に任じられたほか、極官としては光録太夫、60-61歳のころ粛宗皇帝による顧問の右散騎常侍に配任されるなど、優遇はされているが政治中枢ではない皇帝に近侍する側近という扱いであり、玄宗皇帝の異国趣味による取り立てをされたことが大きいとされる。
仮に、日本に帰国しても、唐文化を崇め全面的に受け入れる段階は過ぎ個別享受する形になっていて、阿倍一族は中央貴族だが、朝廷中枢には一族はおらず、五位級の中級官人家なので、さほど大きな役割を果たしたり、高い職位に就けなかったのではという指摘がある。

## 和歌及び漢詩

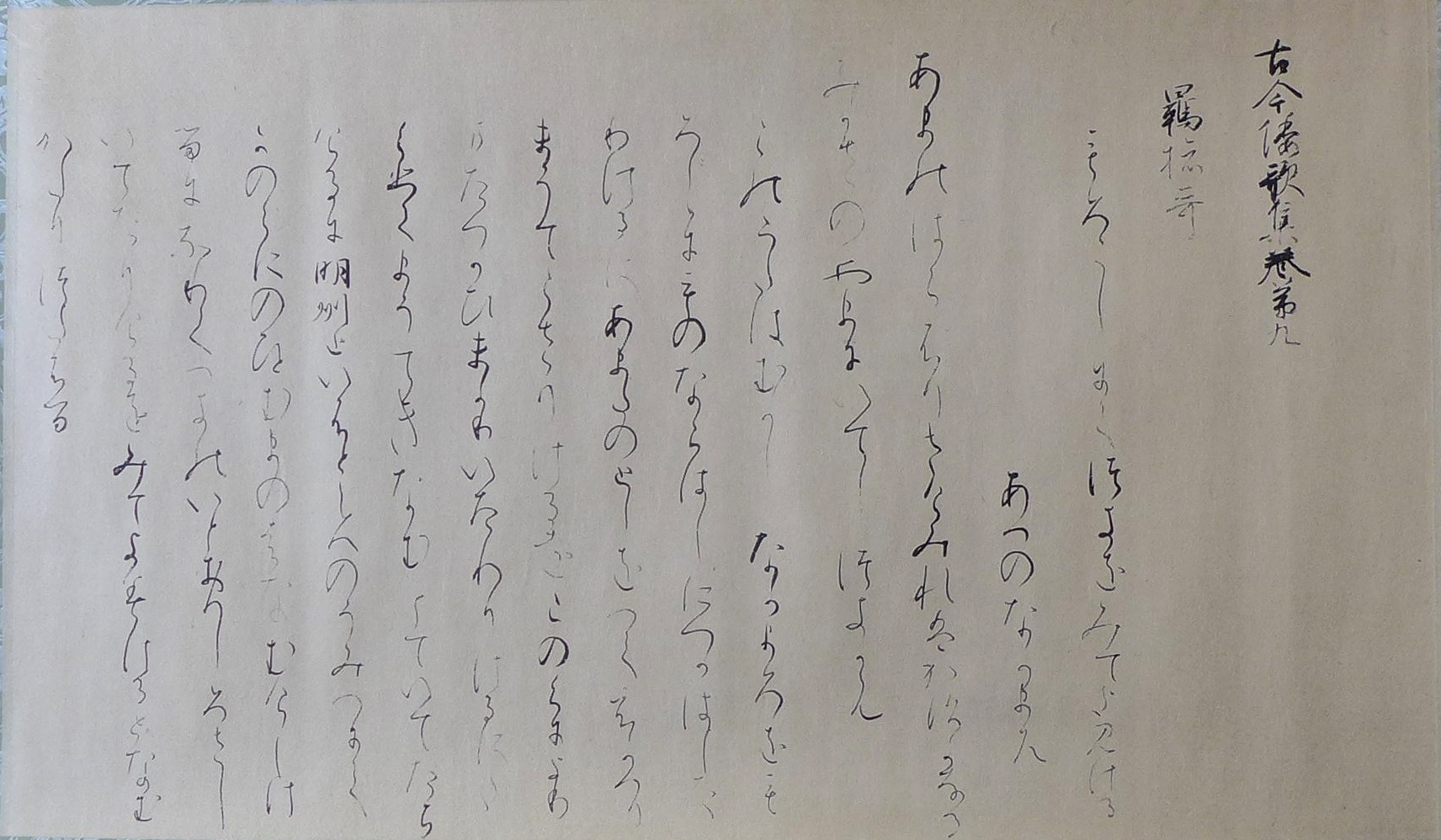
高野切古今和歌集　11世紀前期

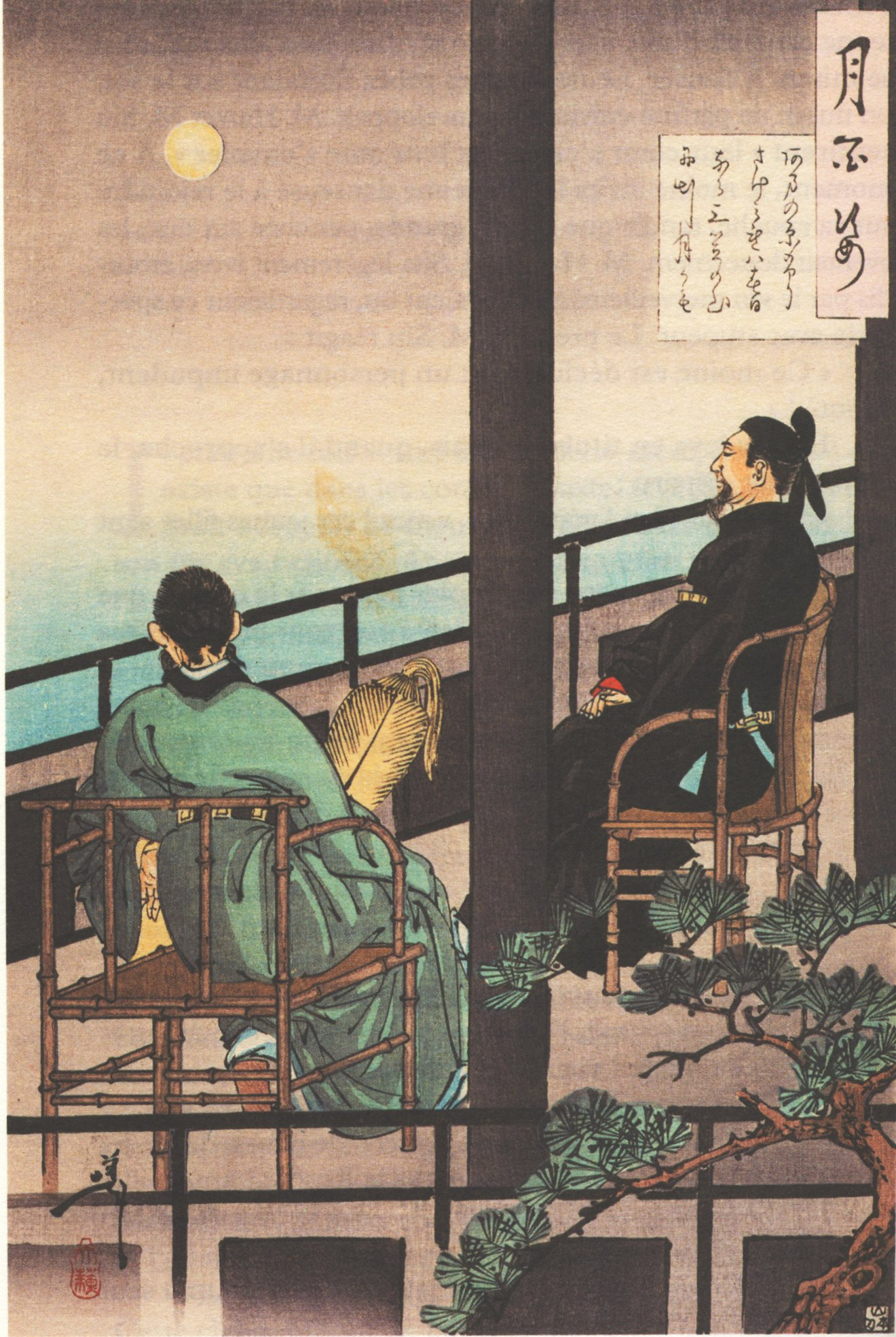
『天の原 ふりさけみれば 春日なる 三笠の山に 出でし月かも』(月岡芳年『月百姿』)

歌人として『古今和歌集』『玉葉和歌集』『続拾遺和歌集』にそれぞれ1首ずつ入首したとされるが、『続拾遺和歌集』の1首は『万葉集』に採られている阿部虫麻呂の作品を誤って仲麻呂の歌として採録したもの。
仲麻呂の作品としては、「天の原 ふりさけみれば 春日なる 三笠の山に 出でし月かも」が百人一首にも選ばれている。この歌は『今昔物語集』や『古今和歌集』などに採録され、後者の「後序」によれば、天平勝宝5年(753年)帰国のために明州までやってきた仲麻呂が送別の宴で王維ら友人の前で日本語で詠った歌とされていて通説となっている。しかし、『唐大和上東征伝』では、蘇州から出発したはずで『古今和歌集』左注の明州は虚構だとの指摘がある。内容も、日中の過去と現在の月が二重写しになっていて、後の遭難でついに帰国することができなかった哀切が先取りされていて、不審との意見がある。紀貫之による創作との見解もある。繁原央は「必ずしも別れの席で歌を詠んだとは限らず、作り置きをしていたのではないか」という説を提唱している。また繁原は、仲麻呂の乗った船が難破したという情報を得た李白が「哭晁卿衡」と題する七言絶句の中で「明月不帰沈碧海」と詠み、仲麻呂を「明月」と喩えていることから、仲麻呂の詠んだ望郷歌に関する話も聞いていただろうとした。

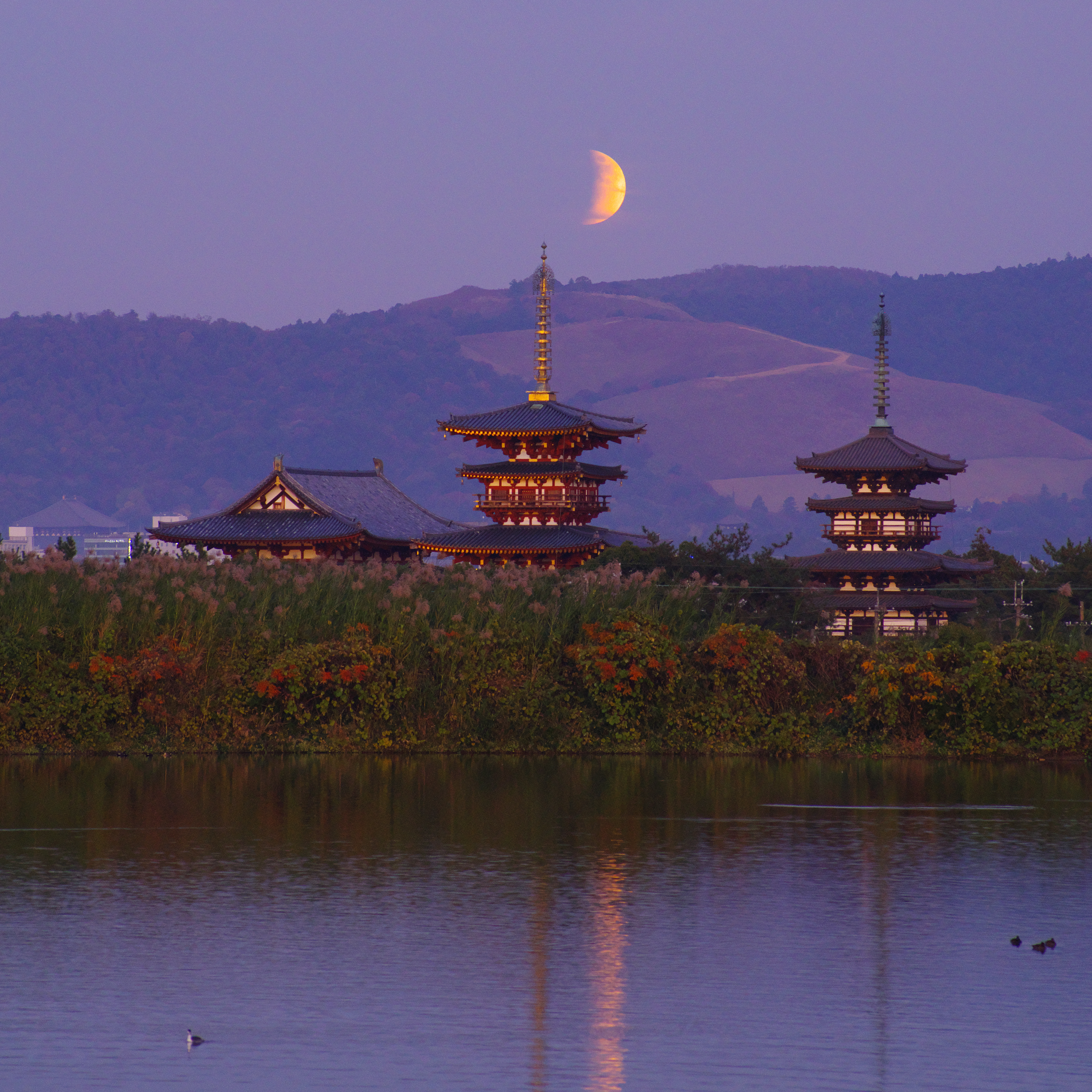
三笠の山に出でし月かも(イメージ)

現在、奈良県奈良市の平城宮跡東側にある奈良ロイヤルホテル敷地内には、この歌の歌碑がある。
また、陝西省西安市にある興慶宮公園の記念碑と江蘇省鎮江市にある北固山の歌碑には、この歌を漢詩の五言絶句の形であらわしたものが刻まれている。この絶句は仲麻呂本人の作として紹介されることがあるが、実際には1979年に西安の記念碑を建立するのに先立って、西安市の辦公庁外事処(外交部署)に勤務した鄧友民が、仲麻呂の和歌を絶句に翻訳したものであった。碑文に訳詩者の名が刻まれなかったため、建立後の長きにわたってこの詩が仲麻呂本人によるものという誤解を受けるようになったという。
望郷詩
| 原文       | 書き下し文                                  |
| ---------- | ------------------------------------------- |
| 翹首望東天 | 首を翹(あ)げて東天を望めば                  |
| 神馳奈良邊 | 神(こころ)は馳す 奈良の辺                   |
| 三笠山頂上 | 三笠山頂の上                                |
| 思又皎月圓 | 思ふ 又た皎月(きょうげつ)の円(まどか)なるを |

『全唐詩』巻732には、仲麻呂が帰国時に作った五言排律「銜命還国作」を収録している(作者名は「朝衡」)。なお、この詩は、王維が朝衡(晁衡：仲麻呂)に贈った送別の詩 “送秘書晁監還日本國”へのお返しに作ったものと言われている。

送秘書晁監還日本國     　王維
| 原文       | 書き下し文                               | 通釈                                             |
| ---------- | ---------------------------------------- | ------------------------------------------------ |
| 積水不可極 | 積水(せきすい)極(きわ)む可(べ)からず     | 水が深く積もった海は極める事はできないのだから   |
| 安知滄海東 | 安(いずく)んぞ滄海(そうかい)の東を知らん | どうして青い大海原の東を知る事ができようか       |
| 九州何處遠 | 九州何れの処か遠き                       | 世界では、どこが(日本より)遠いのだろうか         |
| 萬里若乘空 | 萬里空に乗ずるが若(ごと)し               | 万里の道を(馬車に)乗って空を行くようなものだろう |
| 向國惟看日 | 国に向って惟(た)だ日を看る               | 日本国に向かうにはただ(東方の)太陽を見て         |
| 歸帆但信風 | 帰帆(きはん)但だ風に信(まか)す           | 帰りの船はただ風まかせ                           |
| 鰲身映天黑 | 鰲身(ごうしん)天に映じて黒く             | 大海亀の身体は天に黒々と映えて                   |
| 魚眼射波紅 | 魚眼(ぎょがん)波を射て紅(くれない)なり   | 魚の眼は赤々と波間に光る                         |
| 鄕樹扶桑外 | 郷樹(きょうじゅ)扶桑(ふそう)の外         | 故郷の樹木は(日の出る神木のある)扶桑の外にあり   |
| 主人孤島中 | 主人(しゅじん)孤島の中(うち)             | あなたは絶海の孤島にいる                         |
| 別離方異域 | 別離(べつり)方(まさに)異域なりて         | 別れては、まさに異郷となってしまうが             |
| 音信若爲通 | 音信(おんしん)若為(いかん)か通ぜん       | 便りをどのようにして通じることができるだろうか   |

なお、極玄集においては九州何處所と記され、この場合「あなたが帰ると言う九州は何処にあるのですか？」という解釈になる。
銜命還国作　　晁衡
| 原文       | 書き下し文                                   | 通釈                                                 |
| ---------- | -------------------------------------------- | ---------------------------------------------------- |
| 銜命將辭國 | 命(めい)を銜(ふく)み将(まさ)に国を辞せんとす | 皇帝陛下の命令を受けて今から国を出ようとしている     |
| 非才忝侍臣 | 非才ながら侍臣を忝(かたじけの)うす           | 才はなかったが。ありがたく陛下にお仕えしてきた       |
| 天中戀明主 | 天中明主を恋(おも)い                         | 陛下は天下から賢明な君主として慕われ                 |
| 海外憶慈親 | 海外慈親を憶(おも)う                         | 海外からは、慈悲深い親のようにおもわれている         |
| 伏奏違金闕 | 伏奏(ふくそう)して金闕(きんけつ)を違(さ)り   | 陛下に伏して奏上して、宮殿を辞するお許しを得た       |
| 騑驂去玉津 | 騑驂(ひさん)して玉津(ぎょくしん)を去らんとす | 馬車に乗り、立派な港から旅立つ                       |
| 蓬萊郷路遠 | 蓬莱(ほうらい)郷路(きょうろ)は遠く           | 日本へ帰る道は遠いが                                 |
| 若木故園鄰 | 若木故園の隣(となり)                         | 未熟な若木のような日本は、立派な園である唐の隣にある |
| 西望懷恩日 | 西を望み恩を懐かしむ日                       | 西を望んで、陛下のご恩を懐かしむ日があり             |
| 東歸感義辰 | 東へ帰って義に感ずる辰(とき)                 | 東の日本に帰って、義に感謝する時もあろう             |
| 平生一寶劍 | 平生(へいせい)一宝剣                         | 私が平素から大切にしていた一振りの宝剣を             |
| 留贈結交人 | 留め贈る交を結びし人に                       | 親しく交わった友に贈ろう                             |

また、仲麻呂が難破して亡くなったと伝えられた時に李白が作った追悼の七言絶句が「哭晁卿衡」である。
| 原文           | 書き下し文                                         | 通釈                                       |
| -------------- | -------------------------------------------------- | ------------------------------------------ |
| 日本晁卿辞帝都 | 日本の晁卿(ちょうけい)帝都を辞し                   | 日本の晁衡卿は帝都長安を離れ               |
| 征帆一片遶蓬壷 | 征帆一片(せいはんいっぺん)蓬壷(ほうこ)を遶(めぐ)る | 帆を張った舟は蓬莱の島々をめぐって行った。 |
| 明月不帰沈碧海 | 明月は帰らず碧海(へきかい)に沈み                   | 明月のような君は青い海に沈んで帰らず       |
| 白雲愁色満蒼梧 | 白雲愁色蒼梧(そうご)に満つ                         | 白雲がうかび、愁いが蒼梧に満ちている       |

なお、蒼梧は、江蘇省連雲港市の海上雲台山が唐宋時代に呼ばれていた地名である。

## 伝説
『江談抄』、『吉備大臣入唐絵巻』、『安倍仲麿入唐記』などによれば阿倍船守の次男として生まれ、好根という兄と日本において生まれた満月丸という子がいたという。
藤原不比等の推薦により元正天皇の勅命を受けて、唐の玄宗から『金烏玉兎集』を借り受けて持ち帰るために遣唐使に命じられた。唐に着いた仲麻呂は、その才能により玄宗に重用されることになる。このことにより、焦りをおぼえた唐の重臣である楊国忠と安禄山により酔わされた上で高楼に幽閉される。仲麻呂は恨みをいだいて断食し、34歳で憤死する。しかし、その後も鬼と化して『金烏玉兎集』を求めた。
仲麻呂が玄宗に重用されて朝衡という唐名を名乗り唐において昇進を重ねていたことから、日本では天皇の勅命を捨てたという噂が流れ、逆臣であるとして所領が没収された。代わりに吉備真備が遣唐使として派遣され、『金烏玉兎集』を持ち帰る勅命を受けた。その後、鬼と化した仲麻呂は唐に来た吉備真備を助け、難解な「野馬台の詩」の解読や囲碁の勝負など何度も助力し、『金烏玉兎集』を持ち帰ることに成功させている。また、仲麻呂の子である満月丸が後の安倍晴明の先祖にあたるとされる。

## 阿倍仲麻呂を題材とした作品
小説
- 松田鉄也『長安の月 寧楽の月―仲麻呂帰らず』(時事通信社、昭和60年(1985年)) ISBN 4788785366
- 辻原登『翔べ麒麟』(文春文庫、平成13年(2001年)) 上　ISBN 4167316056　下　ISBN 4167316064
- 粂田和夫『天の月船―小説・阿倍仲麻呂伝』(作品社、平成15年(2003年)) ISBN 4878935588
- 加藤隆三木『唐風和月－阿倍仲麻呂伝』、上海文藝出版社2012年1月、漢文、410頁　ISBN 978-7-5321-4266-8
- 安部龍太郎『ふりさけ見れば』(日本経済新聞社出版　2023年) 上 ISBN 9784296117482　下 ISBN 9784296117499

オペラ
- 『愛怨』、平成17年(2005年)原作：瀬戸内寂聴、作曲：三木稔

映画
- 『空海-KU-KAI- 美しき王妃の謎』チェン・カイコー監督。サブキャラとして阿部寛が演じている。2018年中国で先行公開された後に日本公開。

## 記念碑

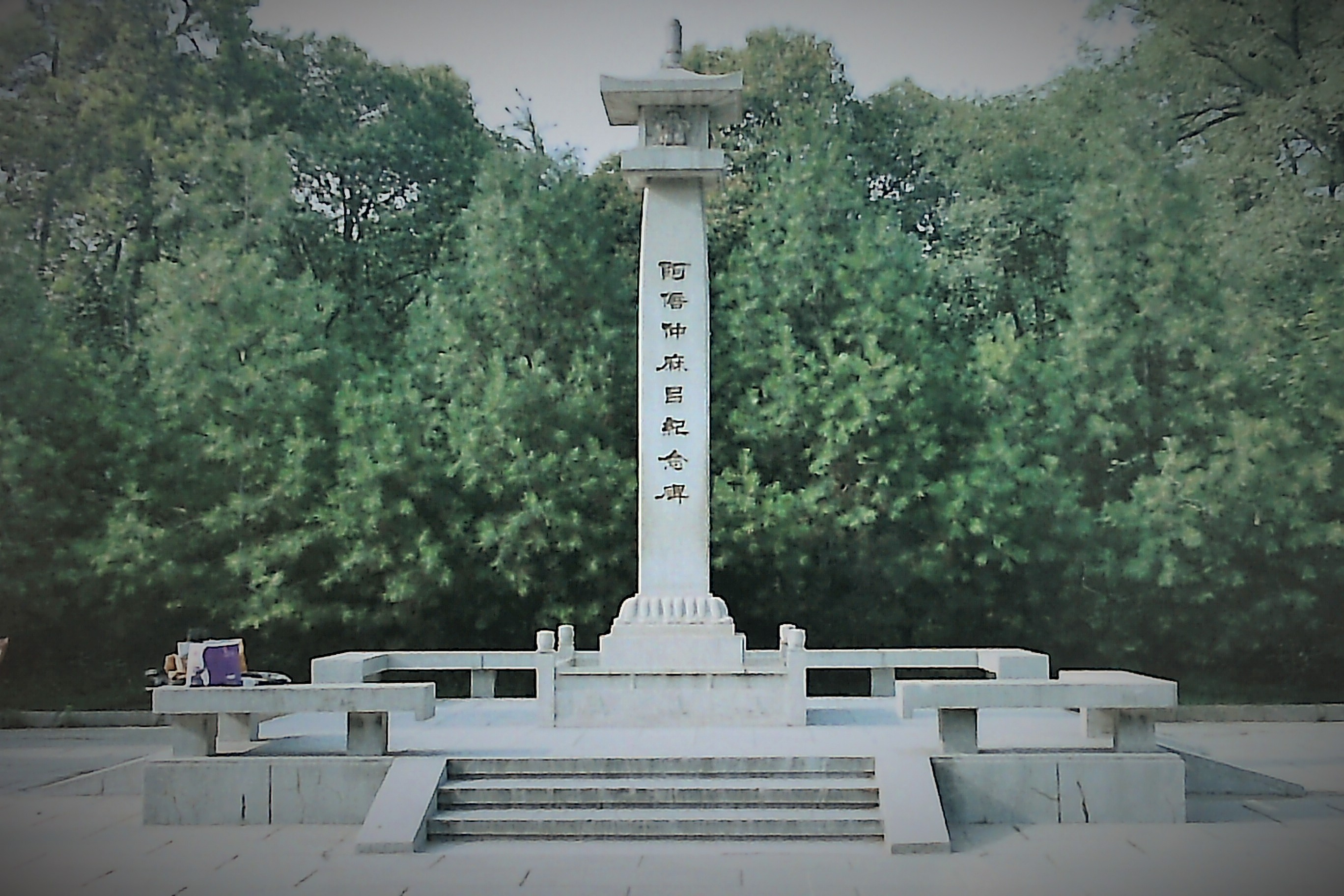
1979年に友好都市記念として西安の興慶宮公園に建立された阿倍仲麻呂記念碑。

阿倍仲麻呂の記念碑が、中国陝西省西安の興慶宮公園にある。奈良市と西安市との友好都市締結の1979年に記念して建てられたもので、彼の有名な和歌「天の原 ふりさけみれば　春日なる　三笠の山に　出でし月かも」も刻まれている。